# Typocerus deceptus
Typocerus deceptus là một loài bọ cánh cứng trong họ Cerambycidae.